# Torneo de la División I de Baloncesto Masculino de la NCAA de 1989
El Torneo de la División I de Baloncesto Masculino de la NCAA de 1989 se celebró para determinar el Campeón de la División I de la NCAA. Fueron 64 los equipos que disputaron la fase final, jugándose la Final Four en el Kingdome de Seattle.
Los ganadores fueron el equipo de la Universidad de Míchigan, que conseguía su primer título tras disputar su tercera final, derrotando a la Universidad Seton Hall, en su primera aparición en una Final Four. Glen Rice, de los Wolverines fue máximo anotador y elegido Mejor Jugador del Torneo. 

## Equipos
| Rank.     | Equipo                   | Entrenador        | Puesto final       | Último rival              | Marcador  |
| East      | East                     | East              | East               | East                      | East      |
| --------- | ------------------------ | ----------------- | ------------------ | ------------------------- | --------- |
| 1         | Georgetown               | John Thompson     | Finalista Regional | 2 Duke                    | P 85-77   |
| 2         | Duke                     | Mike Krzyzewski   | Final Four         | 3 Seton Hall              | P 95-78   |
| 3         | Stanford                 | Mike Montgomery   | Ronda de 64        | 14 Siena                  | P 80-78   |
| 4         | Iowa                     | Tom Davis         | Ronda de 32        | 5 North Carolina State    | P 102-96  |
| 5         | North Carolina State     | Jim Valvano       | Sweet Sixteen      | 1 Georgetown              | P 69-61   |
| 6         | Kansas State             | Lon Kruger        | Ronda de 64        | 11 Minnesota              | P 86-75   |
| 7         | West Virginia            | Gale Catlett      | Ronda de 32        | 2 Duke                    | P 70-63   |
| 8         | Vanderbilt               | C. M. Newton      | Ronda de 64        | 9 Notre Dame              | P 81-65   |
| 9         | Notre Dame               | Digger Phelps     | Ronda de 32        | 1 Georgetown              | P 81-74   |
| 10        | Tennessee                | Don DeVoe         | Ronda de 64        | 7 West Virginia           | P 84-68   |
| 11        | Minnesota]]              | Clem Haskins      | Sweet Sixteen      | 2 Duke                    | P 87-70   |
| 12        | South Carolina           | George Felton     | Ronda de 64        | 5 North Carolina State    | P 81-66   |
| 13        | Rutgers                  | Bob Wenzel        | Ronda de 64        | 4 Iowa                    | P 87-73   |
| 14        | Siena                    | Mike Deane        | Ronda de 32        | 11 Minnesota              | P 80-67   |
| 15        | South Carolina State     | Cy Alexander      | Ronda de 64        | 2 Duke                    | P 90-69   |
| 16        | Princeton                | Pete Carril       | Ronda de 64        | 1 Georgetown              | P 50-49   |
| Midwest   |                          |                   |                    |                           |           |
| 1         | Illinois                 | Lou Henson        | Final Four         | 3 Michigan                | P 83-81   |
| 2         | Syracuse                 | Jim Boeheim       | Finalista Regional | 1 Illinois                | P 89-86   |
| 3         | Missouri                 | Norm Stewart      | Sweet Sixteen      | 2 Syracuse                | P 83-80   |
| 4         | Louisville               | Denny Crum        | Sweet Sixteen      | 1 Illinois                | P 83-69   |
| 5         | Arkansas                 | Nolan Richardson  | Ronda de 32        | 4 Louisville              | P 93-84   |
| 6         | Georgia Tech             | Bobby Cremins     | Ronda de 64        | 11 Texas                  | P 76-70   |
| 7         | Florida                  | Norm Sloan        | Ronda de 64        | 10 Colorado State         | P 68-46   |
| 8         | Pittsburgh               | Paul Evans        | Ronda de 64        | 9 Ball State              | P 68-64   |
| 9         | Ball State               | Rick Majerus      | Ronda de 32        | 1 Illinois                | P 72-60   |
| 10        | Colorado State           | Boyd Grant        | Ronda de 32        | 2 Syracuse                | P 65-50   |
| 11        | Texas                    | Tom Penders       | Ronda de 32        | 3 Missouri                | P 108-89  |
| 12        | Loyola Marymount         | Paul Westhead     | Ronda de 64        | 5 Arkansas                | P 120-101 |
| 13        | Arkansas-Little Rock     | Mike Newell       | Ronda de 64        | 4 Louisville              | P 76-71   |
| 14        | Creighton                | Tony Barone       | Ronda de 64        | 3 Missouri                | P 85-69   |
| 15        | Bucknell                 | Charlie Woollum   | Ronda de 64        | 2 Syracuse                | P 104-81  |
| 16        | McNeese State            | Steve Welch       | Ronda de 64        | 1 Illinois                | P 77-71   |
| Southeast |                          |                   |                    |                           |           |
| 1         | Oklahoma                 | Billy Tubbs       | Sweet Sixteen      | 5 Virginia                | P 86-80   |
| 2         | North Carolina           | Dean Smith        | Sweet Sixteen      | 3 Michigan                | P 92-87   |
| 3         | Michigan                 | Steve Fisher      | CAMPEÓN            | 3 Seton Hall              | G 80-79   |
| 4         | Florida State            | Pat Kennedy       | Ronda de 64        | 13 Middle Tennessee State | P 97-83   |
| 5         | Virginia                 | Terry Holland     | Finalista Regional | 3 Michigan                | P 102-65  |
| 6         | Alabama                  | Wimp Sanderson    | Ronda de 64        | 11 South Alabama          | P 86-84   |
| 7         | UCLA                     | Jim Harrick       | Ronda de 32        | 2 North Carolina          | P 88-81   |
| 8         | La Salle                 | Speedy Morris     | Ronda de 64        | 9 Louisiana Tech          | P 83-74   |
| 9         | Louisiana Tech           | Tommy Joe Eagles  | Ronda de 32        | 1 Oklahoma                | P 124-81  |
| 10        | Iowa State               | Johnny Orr        | Ronda de 64        | 7 UCLA                    | P 84-74   |
| 11        | South Alabama            | Ronnie Arrow      | Ronda de 32        | 3 Michigan                | P 91-82   |
| 12        | Providence               | Rick Barnes       | Ronda de 64        | 5Virginia                 | P 100-97  |
| 13        | Middle Tennessee State   | Bruce Stewart     | Ronda de 32        | 5 Virginia                | P 104-88  |
| 14        | Xavier                   | Pete Gillen       | Ronda de 64        | 3 Michigan                | P 92-87   |
| 15        | Southern                 | Ben Jobe          | Ronda de 64        | 2 North Carolina          | P 93-79   |
| 16        | East Tennessee State     | Les Robinson      | Ronda de 64        | 1 Oklahoma                | P 72-71   |
| West      |                          |                   |                    |                           |           |
| 1         | Arizona                  | Lute Olson        | Sweet Sixteen      | 4 UNLV                    | P 68-67   |
| 2         | Indiana                  | Bob Knight        | Sweet Sixteen      | 3 Seton Hall              | P 78-65   |
| 3         | Seton Hall               | P. J. Carlesimo   | Finalista          | 3 Michigan                | P 80-79   |
| 4         | UNLV                     | Jerry Tarkanian   | Finalista Regional | 3 Seton Hall              | P 84-61   |
| 5         | Memphis State            | Larry Finch       | Ronda de 64        | 12 DePaul                 | P 66-63   |
| 6         | Oregon State             | Ralph Miller      | Ronda de 64        | 11 Evansville             | P 94-90   |
| 7         | UTEP                     | Don Haskins       | Ronda de 32        | 2 Indiana                 | P 92-69   |
| 8         | Saint Mary's             | Lynn Nance        | Ronda de 64        | 9 Clemson                 | P 83-70   |
| 9         | Clemson                  | Cliff Ellis       | Ronda de 32        | 1 Arizona                 | P 94-68   |
| 10        | LSU                      | Dale Brown        | Ronda de 64        | 7 UTEP                    | P 85-74   |
| 11        | Evansville               | Jim Crews         | Ronda de 32        | 3 Seton Hall              | P 87-73   |
| 12        | DePaul                   | Joey Meyer        | Ronda de 32        | 4 UNLV                    | P 85-70   |
| 13        | Idaho                    | Kermit Davis      | Ronda de 64        | 4 UNLV                    | P 68-56   |
| 14        | Southwest Missouri State | Charlie Spoonhour | Ronda de 64        | 3 Seton Hall              | P 60-51   |
| 15        | George Mason             | Ernie Nestor      | Ronda de 64        | 2 Indiana                 | P 99-85   |
| 16        | Robert Morris            | Jarrett Durham    | Ronda de 64        | 1 Arizona                 | P 94-60   |

## Fase final
* – Denota partido con prórroga.

### East Regional – East Rutherford, New Jersey
|  | Octavos de final | Octavos de final  | Octavos de final |            |      | Cuartos de final | Cuartos de final | Cuartos de final |  |    | Regional Semifinals | Regional Semifinals | Regional Semifinals |  |   | Regional Finals | Regional Finals | Regional Finals |  |
|  |                  |                   |                  |            |      |                  |                  |                  |  |    |                     |                     |                     |  |   |                 |                 |                 |  |
|  |                  |                   |                  |            |      |                  |                  |                  |  |    |                     |                     |                     |  |   |                 |                 |                 |  |
|  | 1                | Georgetown        | 50               |            |      |                  |                  |                  |  |    |                     |                     |                     |  |   |                 |                 |                 |  |
|  | 1                | Georgetown        | 50               |            |      |                  |                  |                  |  |    |                     |                     |                     |  |   |                 |                 |                 |  |
|  | 16               | Princeton         | 49               |            |      |                  |                  |                  |  |    |                     |                     |                     |  |   |                 |                 |                 |  |
|  | 16               | Princeton         | 49               |            | 1    | Georgetown       | 81               |                  |  |    |                     |                     |                     |  |   |                 |                 |                 |  |
|  |                  |                   |                  |            | 1    | Georgetown       | 81               |                  |  |    |                     |                     |                     |  |   |                 |                 |                 |  |
|  |                  |                   | 9                | Notre Dame | 74   |                  |                  |                  |  |    |                     |                     |                     |  |   |                 |                 |                 |  |
|  | 8                | Vanderbilt        | 9                | Notre Dame | 74   | 65               |                  |                  |  |    |                     |                     |                     |  |   |                 |                 |                 |  |
|  | 8                | Vanderbilt        |                  |            |      |                  |                  |                  |  |    |                     |                     |                     |  |   |                 |                 |                 |  |
|  | 9                | Notre Dame        | 81               |            |      |                  |                  |                  |  |    |                     |                     |                     |  |   |                 |                 |                 |  |
|  | 9                | Notre Dame        | 81               |            |      |                  |                  |                  |  | 1  | Georgetown          | 69                  |                     |  |   |                 |                 |                 |  |
|  |                  |                   |                  |            |      |                  |                  |                  |  | 1  | Georgetown          | 69                  |                     |  |   |                 |                 |                 |  |
|  |                  |                   | 5                | N.C. State | 61   |                  |                  |                  |  |    |                     |                     |                     |  |   |                 |                 |                 |  |
|  | 5                | N.C. State        | 5                | N.C. State | 61   | 81               |                  |                  |  |    |                     |                     |                     |  |   |                 |                 |                 |  |
|  | 5                | N.C. State        |                  |            |      |                  |                  |                  |  |    |                     |                     |                     |  |   |                 |                 |                 |  |
|  | 12               | South Carolina    | 66               |            |      |                  |                  |                  |  |    |                     |                     |                     |  |   |                 |                 |                 |  |
|  | 12               | South Carolina    | 66               |            | 5    | N.C. State       | 102              |                  |  |    |                     |                     |                     |  |   |                 |                 |                 |  |
|  |                  |                   |                  |            | 5    | N.C. State       | 102              |                  |  |    |                     |                     |                     |  |   |                 |                 |                 |  |
|  |                  |                   | 4                | Iowa       | 96** |                  |                  |                  |  |    |                     |                     |                     |  |   |                 |                 |                 |  |
|  | 4                | Iowa              | 4                | Iowa       | 96** | 87               |                  |                  |  |    |                     |                     |                     |  |   |                 |                 |                 |  |
|  | 4                | Iowa              |                  |            |      |                  |                  |                  |  |    |                     |                     |                     |  |   |                 |                 |                 |  |
|  | 13               | Rutgers           | 73               |            |      |                  |                  |                  |  |    |                     |                     |                     |  |   |                 |                 |                 |  |
|  | 13               | Rutgers           | 73               |            |      |                  |                  |                  |  |    |                     |                     |                     |  | 1 | Georgetown      | 77              |                 |  |
|  |                  |                   |                  |            |      |                  |                  |                  |  |    |                     |                     |                     |  | 1 | Georgetown      | 77              |                 |  |
|  |                  |                   | 2                | Duke       | 85   |                  |                  |                  |  |    |                     |                     |                     |  |   |                 |                 |                 |  |
|  | 6                | Kansas St         | 2                | Duke       | 85   | 75               |                  |                  |  |    |                     |                     |                     |  |   |                 |                 |                 |  |
|  | 6                | Kansas St         |                  |            |      |                  |                  |                  |  |    |                     |                     |                     |  |   |                 |                 |                 |  |
|  | 11               | Minnesota         | 86               |            |      |                  |                  |                  |  |    |                     |                     |                     |  |   |                 |                 |                 |  |
|  | 11               | Minnesota         | 86               |            | 11   | Minnesota        | 80               |                  |  |    |                     |                     |                     |  |   |                 |                 |                 |  |
|  |                  |                   |                  |            | 11   | Minnesota        | 80               |                  |  |    |                     |                     |                     |  |   |                 |                 |                 |  |
|  |                  |                   | 14               | Siena      | 67   |                  |                  |                  |  |    |                     |                     |                     |  |   |                 |                 |                 |  |
|  | 3                | Stanford          | 14               | Siena      | 67   | 78               |                  |                  |  |    |                     |                     |                     |  |   |                 |                 |                 |  |
|  | 3                | Stanford          |                  |            |      |                  |                  |                  |  |    |                     |                     |                     |  |   |                 |                 |                 |  |
|  | 14               | Siena             | 80               |            |      |                  |                  |                  |  |    |                     |                     |                     |  |   |                 |                 |                 |  |
|  | 14               | Siena             | 80               |            |      |                  |                  |                  |  | 11 | Minnesota           | 70                  |                     |  |   |                 |                 |                 |  |
|  |                  |                   |                  |            |      |                  |                  |                  |  | 11 | Minnesota           | 70                  |                     |  |   |                 |                 |                 |  |
|  |                  |                   | 2                | Duke       | 87   |                  |                  |                  |  |    |                     |                     |                     |  |   |                 |                 |                 |  |
|  | 7                | West Virginia     | 2                | Duke       | 87   | 84               |                  |                  |  |    |                     |                     |                     |  |   |                 |                 |                 |  |
|  | 7                | West Virginia     |                  |            |      |                  |                  |                  |  |    |                     |                     |                     |  |   |                 |                 |                 |  |
|  | 10               | Tennessee         | 68               |            |      |                  |                  |                  |  |    |                     |                     |                     |  |   |                 |                 |                 |  |
|  | 10               | Tennessee         | 68               |            | 7    | West Virginia    | 63               |                  |  |    |                     |                     |                     |  |   |                 |                 |                 |  |
|  |                  |                   |                  |            | 7    | West Virginia    | 63               |                  |  |    |                     |                     |                     |  |   |                 |                 |                 |  |
|  |                  |                   | 2                | Duke       | 70   |                  |                  |                  |  |    |                     |                     |                     |  |   |                 |                 |                 |  |
|  | 2                | Duke              | 2                | Duke       | 70   | 90               |                  |                  |  |    |                     |                     |                     |  |   |                 |                 |                 |  |
|  | 2                | Duke              |                  |            |      |                  |                  |                  |  |    |                     |                     |                     |  |   |                 |                 |                 |  |
|  | 15               | South Carolina St | 69               |            |      |                  |                  |                  |  |    |                     |                     |                     |  |   |                 |                 |                 |  |
|  | 15               | South Carolina St | 69               |            |      |                  |                  |                  |  |    |                     |                     |                     |  |   |                 |                 |                 |  |
|  |                  |                   |                  |            |      |                  |                  |                  |  |    |                     |                     |                     |  |   |                 |                 |                 |  |

#### Resumen de primera ronda
| 16 de marzo de 1989 | Duke Blue Devils                                          | 90–69                              | South Carolina State Bulldogs                                             | |  |
| 9:37 PM EST         | Marcador por tiempos: 49-34, 35-41                        | Marcador por tiempos: 49-34, 35-41 | Marcador por tiempos: 49-34, 35-41                                        | |  |
|                     | Estadísticas P. Henderson – 22 D. Ferry – 8 Q. Snyder – 8 | Reporte Pts Reb Asts               | Estadísticas A. Caldwell – 20 T. Williams – 8 A. Caldwell, D. Gilmore – 2 | Pabellón: Greensboro Coliseum – Greensboro, North Carolina Asistencia: 14.574 espectadores Árbitros: Terry Stoudt, Mack Chauvin, Paul Sternberger Televisión: NCAA Productions ESPN |  |

| 17 de marzo de 1989 | Georgetown Hoyas                               | 50–49                              | Princeton Tigers                                                                             | |  |
| 7:07 PM EST         | Marcador por tiempos: 21-29, 29-20             | Marcador por tiempos: 21-29, 29-20 | Marcador por tiempos: 21-29, 29-20                                                           | |  |
|                     | Estadísticas A. Mourning – 21 A. Mourning – 13 | Reporte Pts Reb                    | Estadísticas R. Scrabis – 15 G. Leftwich – 5 K. Mueller – 8 Halftime Score: Princeton, 29-21 | Pabellón: Providence Civic Center – Providence, Rhode Island Asistencia: 12.106 espectadores Televisión: NCAA Productions ESPN |  |

#### Resumen de segunda ronda
| 19 de marzo de 1989 | Duke Blue Devils                                                   | 70–63                              | West Virginia Mountaineers                               | |  |
| 12:20 PM EST        | Marcador por tiempos: 35-28, 35-35                                 | Marcador por tiempos: 35-28, 35-35 | Marcador por tiempos: 35-28, 35-35                       | |  |
|                     | Estadísticas D. Ferry – 20 A. Abdelnaby, D. Ferry – 8 D. Ferry – 4 | Reporte Pts Reb Asts               | Estadísticas H. Brooks – 13 R. Foster – 10 S. Berger – 5 | Pabellón: Greensboro Coliseum – Greensboro, North Carolina Asistencia: 14.920 espectadores Árbitros: Wally Tanner, Tom Rucker, Mack Chauvin Televisión: CBS |  |

| 19 de marzo de 1989 | Georgetown Hoyas                                       | 81–74                              | Notre Dame Fighting Irish                                 | |  |
| 12:20 PM EST        | Marcador por tiempos: 32-36, 49-38                     | Marcador por tiempos: 32-36, 49-38 | Marcador por tiempos: 32-36, 49-38                        | |  |
|                     | Estadísticas C. Smith – 34 J. Jackson – 7 C. Smith – 6 | Reporte Pts Reb Asts               | Estadísticas L. Ellis – 24 L. Ellis – 10 T. Singleton – 6 | Pabellón: Providence Civic Center – Providence, Rhode Island Asistencia: 12.106 espectadores Televisión: CBS |  |

#### Semifinales Regionales
| 24 de marzo de 1989 | Duke Blue Devils                                                          | 87–70                              | Minnesota Golden Gophers                               | |  |
| 7:41 PM EST         | Marcador por tiempos: 45-30, 42-40                                        | Marcador por tiempos: 45-30, 42-40 | Marcador por tiempos: 45-30, 42-40                     | |  |
|                     | Estadísticas R. Brickey, P. Henderson – 21 C. Laettner – 11 Q. Snyder – 8 | Reporte Pts Reb Asts               | Estadísticas W. Burton – 26 W. Bond – 6 M. Newbern – 7 | Pabellón: Brendan Byrne Arena – East Rutherford, New Jersey Asistencia: 19.508 espectadores Árbitros: John Clougherty, Dan Chrisman, Tom O'Neill Televisión: CBS |  |

| 24 de marzo de 1989 | Georgetown Hoyas                                          | 69–61                              | North Carolina State Wolfpack                              | |  |
| 10:11 PM EST        | Marcador por tiempos: 42-28, 27-33                        | Marcador por tiempos: 42-28, 27-33 | Marcador por tiempos: 42-28, 27-33                         | |  |
|                     | Estadísticas D. Bryant – 21 A. Mourning – 12 C. Smith – 5 | Reporte Pts Reb Asts               | Estadísticas R. Monroe – 16 C. Brown – 12 C. Corchiani – 4 | Pabellón: Brendan Byrne Arena – East Rutherford, New Jersey Asistencia: 19,508 espectadores Árbitros: Tom Lopes, Jim Bain, Rick Hartzell Televisión: CBS |  |

#### Final Regional
| 26 de marzo de 1989 | Duke Blue Devils                                            | 85–77                              | Georgetown Hoyas                                          | |  |
| 4:05 PM EST         | Marcador por tiempos: 38-40, 47-37                          | Marcador por tiempos: 38-40, 47-37 | Marcador por tiempos: 38-40, 47-37                        | |  |
|                     | Estadísticas C. Laettner – 24 C. Laettner – 9 Q. Snyder – 7 | Reporte Pts Reb Asts               | Estadísticas C. Smith – 21 S. Jefferson – 7 D. Bryant – 3 | Pabellón: Brendan Byrne Arena – East Rutherford, New Jersey Asistencia: 19,514 espectadores Árbitros: Ted Hillary, David Jones, Tom Harrington Televisión: CBS |  |

### West Regional – Denver, Colorado
|  | Octavos de final | Octavos de final       | Octavos de final |            |    | Cuartos de final | Cuartos de final | Cuartos de final |  |   | Regional Semifinals | Regional Semifinals | Regional Semifinals |  |   | Regional Finals | Regional Finals | Regional Finals |  |
|  |                  |                        |                  |            |    |                  |                  |                  |  |   |                     |                     |                     |  |   |                 |                 |                 |  |
|  |                  |                        |                  |            |    |                  |                  |                  |  |   |                     |                     |                     |  |   |                 |                 |                 |  |
|  | 1                | Arizona                | 94               |            |    |                  |                  |                  |  |   |                     |                     |                     |  |   |                 |                 |                 |  |
|  | 1                | Arizona                | 94               |            |    |                  |                  |                  |  |   |                     |                     |                     |  |   |                 |                 |                 |  |
|  | 16               | Robert Morris          | 60               |            |    |                  |                  |                  |  |   |                     |                     |                     |  |   |                 |                 |                 |  |
|  | 16               | Robert Morris          | 60               |            | 1  | Arizona          | 94               |                  |  |   |                     |                     |                     |  |   |                 |                 |                 |  |
|  |                  |                        |                  |            | 1  | Arizona          | 94               |                  |  |   |                     |                     |                     |  |   |                 |                 |                 |  |
|  |                  |                        | 9                | Clemson    | 68 |                  |                  |                  |  |   |                     |                     |                     |  |   |                 |                 |                 |  |
|  | 8                | St Mary's              | 9                | Clemson    | 68 | 70               |                  |                  |  |   |                     |                     |                     |  |   |                 |                 |                 |  |
|  | 8                | St Mary's              |                  |            |    |                  |                  |                  |  |   |                     |                     |                     |  |   |                 |                 |                 |  |
|  | 9                | Clemson                | 83               |            |    |                  |                  |                  |  |   |                     |                     |                     |  |   |                 |                 |                 |  |
|  | 9                | Clemson                | 83               |            |    |                  |                  |                  |  | 1 | Arizona             | 67                  |                     |  |   |                 |                 |                 |  |
|  |                  |                        |                  |            |    |                  |                  |                  |  | 1 | Arizona             | 67                  |                     |  |   |                 |                 |                 |  |
|  |                  |                        | 4                | UNLV       | 68 |                  |                  |                  |  |   |                     |                     |                     |  |   |                 |                 |                 |  |
|  | 5                | Memphis St.            | 4                | UNLV       | 68 | 63               |                  |                  |  |   |                     |                     |                     |  |   |                 |                 |                 |  |
|  | 5                | Memphis St.            |                  |            |    |                  |                  |                  |  |   |                     |                     |                     |  |   |                 |                 |                 |  |
|  | 12               | DePaul                 | 66               |            |    |                  |                  |                  |  |   |                     |                     |                     |  |   |                 |                 |                 |  |
|  | 12               | DePaul                 | 66               |            | 12 | DePaul           | 70               |                  |  |   |                     |                     |                     |  |   |                 |                 |                 |  |
|  |                  |                        |                  |            | 12 | DePaul           | 70               |                  |  |   |                     |                     |                     |  |   |                 |                 |                 |  |
|  |                  |                        | 4                | UNLV       | 85 |                  |                  |                  |  |   |                     |                     |                     |  |   |                 |                 |                 |  |
|  | 4                | UNLV                   | 4                | UNLV       | 85 | 68               |                  |                  |  |   |                     |                     |                     |  |   |                 |                 |                 |  |
|  | 4                | UNLV                   |                  |            |    |                  |                  |                  |  |   |                     |                     |                     |  |   |                 |                 |                 |  |
|  | 13               | Idaho                  | 56               |            |    |                  |                  |                  |  |   |                     |                     |                     |  |   |                 |                 |                 |  |
|  | 13               | Idaho                  | 56               |            |    |                  |                  |                  |  |   |                     |                     |                     |  | 4 | UNLV            | 61              |                 |  |
|  |                  |                        |                  |            |    |                  |                  |                  |  |   |                     |                     |                     |  | 4 | UNLV            | 61              |                 |  |
|  |                  |                        | 3                | Seton Hall | 84 |                  |                  |                  |  |   |                     |                     |                     |  |   |                 |                 |                 |  |
|  | 6                | Oregon St.             | 3                | Seton Hall | 84 | 90*              |                  |                  |  |   |                     |                     |                     |  |   |                 |                 |                 |  |
|  | 6                | Oregon St.             |                  |            |    |                  |                  |                  |  |   |                     |                     |                     |  |   |                 |                 |                 |  |
|  | 11               | Evansville             | 94               |            |    |                  |                  |                  |  |   |                     |                     |                     |  |   |                 |                 |                 |  |
|  | 11               | Evansville             | 94               |            | 11 | Evansville       | 73               |                  |  |   |                     |                     |                     |  |   |                 |                 |                 |  |
|  |                  |                        |                  |            | 11 | Evansville       | 73               |                  |  |   |                     |                     |                     |  |   |                 |                 |                 |  |
|  |                  |                        | 3                | Seton Hall | 87 |                  |                  |                  |  |   |                     |                     |                     |  |   |                 |                 |                 |  |
|  | 3                | Seton Hall             | 3                | Seton Hall | 87 | 60               |                  |                  |  |   |                     |                     |                     |  |   |                 |                 |                 |  |
|  | 3                | Seton Hall             |                  |            |    |                  |                  |                  |  |   |                     |                     |                     |  |   |                 |                 |                 |  |
|  | 14               | Southwest Missouri St. | 51               |            |    |                  |                  |                  |  |   |                     |                     |                     |  |   |                 |                 |                 |  |
|  | 14               | Southwest Missouri St. | 51               |            |    |                  |                  |                  |  | 3 | Seton Hall          | 78                  |                     |  |   |                 |                 |                 |  |
|  |                  |                        |                  |            |    |                  |                  |                  |  | 3 | Seton Hall          | 78                  |                     |  |   |                 |                 |                 |  |
|  |                  |                        | 2                | Indiana    | 65 |                  |                  |                  |  |   |                     |                     |                     |  |   |                 |                 |                 |  |
|  | 7                | UTEP                   | 2                | Indiana    | 65 | 85               |                  |                  |  |   |                     |                     |                     |  |   |                 |                 |                 |  |
|  | 7                | UTEP                   |                  |            |    |                  |                  |                  |  |   |                     |                     |                     |  |   |                 |                 |                 |  |
|  | 10               | LSU                    | 74               |            |    |                  |                  |                  |  |   |                     |                     |                     |  |   |                 |                 |                 |  |
|  | 10               | LSU                    | 74               |            | 7  | UTEP             | 69               |                  |  |   |                     |                     |                     |  |   |                 |                 |                 |  |
|  |                  |                        |                  |            | 7  | UTEP             | 69               |                  |  |   |                     |                     |                     |  |   |                 |                 |                 |  |
|  |                  |                        | 2                | Indiana    | 92 |                  |                  |                  |  |   |                     |                     |                     |  |   |                 |                 |                 |  |
|  | 2                | Indiana                | 2                | Indiana    | 92 | 99               |                  |                  |  |   |                     |                     |                     |  |   |                 |                 |                 |  |
|  | 2                | Indiana                |                  |            |    |                  |                  |                  |  |   |                     |                     |                     |  |   |                 |                 |                 |  |
|  | 15               | George Mason           | 85               |            |    |                  |                  |                  |  |   |                     |                     |                     |  |   |                 |                 |                 |  |
|  | 15               | George Mason           | 85               |            |    |                  |                  |                  |  |   |                     |                     |                     |  |   |                 |                 |                 |  |
|  |                  |                        |                  |            |    |                  |                  |                  |  |   |                     |                     |                     |  |   |                 |                 |                 |  |

#### Resumen de primera ronda
| 16 de marzo de 1989     | UNLV Runnin' Rebels                                    | 68–56                              | Idaho Vandals                                                                             | |  |
| 6:07 PM PST/9:07 PM EST | Marcador por tiempos: 27-22, 41-34                     | Marcador por tiempos: 27-22, 41-34 | Marcador por tiempos: 27-22, 41-34                                                        | |  |
|                         | Estadísticas S. Augmon – 17 M. Scurry – 14 A. Hunt – 4 | Reporte Pts Reb Asts               | Estadísticas R. Smith – 20 R. Brown, J. Fitch – 9 L. Nash – 3 Halftime Score: UNLV, 27-22 | Pabellón: BSU Pavilion – Boise, Idaho Asistencia: 12.241 espectadores Televisión: NCAA Productions ESPN |  |

| 17 de marzo de 1989             | Seton Hall Pirates                                    | 60–51                              | Southwest Missouri State Bears                               | |  |
| approx. 2:37 PM MST/4:37 PM EST | Marcador por tiempos: 30-23, 30-28                    | Marcador por tiempos: 30-23, 30-28 | Marcador por tiempos: 30-23, 30-28                           | |  |
|                                 | Estadísticas J. Morton – 26 D. Walker – 6 A. Gaze – 4 | Reporte Pts Reb Asts               | Estadísticas H. Henderson – 18 H. Henderson – 6 D. Lewis – 6 | Pabellón: McKale Center – Tucson, Arizona Asistencia: 12.787 espectadores Árbitros: Don Shea, Allie Prescott, Jim Loustaldt Televisión: NCAA Productions ESPN |  |

#### Resumen de segunda ronda
| 18 de marzo de 1989     | UNLV Runnin' Rebels                                   | 85–70                              | DePaul Blue Demons                                       |                                                                                       |  |
| 2:00 PM PST/5:00 PM EST | Marcador por tiempos: 40-40, 45-30                    | Marcador por tiempos: 40-40, 45-30 | Marcador por tiempos: 40-40, 45-30                       |                                                                                       |  |
|                         | Estadísticas D. Butler – 23 S. Augmon – 6 A. Hunt – 7 | Reporte Pts Reb Asts               | Estadísticas T. Greene – 29 S. Brundy – 15 T. Greene – 6 | Pabellón: BSU Pavilion – Boise, Idaho Asistencia: 12.428 espectadores Televisión: CBS |  |

| 19 de marzo de 1989      | Seton Hall Pirates                                                               | 87–73                              | Evansville Purple Aces                                      | |  |
| 12:25 PM MST/2:25 PM EST | Marcador por tiempos: 49-41, 38-32                                               | Marcador por tiempos: 49-41, 38-32 | Marcador por tiempos: 49-41, 38-32                          | |  |
|                          | Estadísticas J. Morton – 17 R. Ramos, D. Walker – 10 G. Greene, P. Wigington – 5 | Reporte Pts Reb Asts               | Estadísticas S. Haffner – 20 D. Godfread – 6 R. Crafton – 7 | Pabellón: McKale Center – Tucson, Arizona Asistencia: 13.391 espectadores Árbitros: John Moreau, Sid Rodeheffer, Mark DiStaolo Televisión: CBS |  |

#### Semifinales Regionales
| 23 de marzo de 1989     | Seton Hall Pirates                                       | 78–65                              | Indiana Hoosiers                                                      | |  |
| 6:09 PM MST/8:09 PM EST | Marcador por tiempos: 42-33, 36-32                       | Marcador por tiempos: 42-33, 36-32 | Marcador por tiempos: 42-33, 36-32                                    | |  |
|                         | Estadísticas J. Morton – 17 D. Walker – 10 G. Greene – 5 | Reporte Pts Reb Asts               | Estadísticas J. Edwards – 18 E. Anderson – 6 J. Hillman, L. Jones – 3 | Pabellón: McNichols Sports Arena – Denver, Colorado Asistencia: 16.813 espectadores Árbitros: Jody Sylvester, Dave Libbey, David Bair Televisión: CBS |  |

| 23 de marzo de 1989              | UNLV Runnin' Rebels                                                | 68–67                              | Arizona Wildcats                                           | |  |
| approx. 8:39 PM MST/10:39 PM EST | Marcador por tiempos: 37-36, 31-31                                 | Marcador por tiempos: 37-36, 31-31 | Marcador por tiempos: 37-36, 31-31                         | |  |
|                                  | Estadísticas A. Hunt – 21 G. Ackles, S. Augmon – 6 G. Anthony – 11 | Reporte Pts Reb Asts               | Estadísticas S. Elliott – 22 S. Elliott – 14 K. Lofton – 6 | Pabellón: McNichols Sports Arena – Denver, Colorado Asistencia: 16.813 espectadores Árbitros: Ed Hightower, Tom Rucker, Frank Scagliota Televisión: CBS |  |

#### Final Regional
| Saturday, March 25      | Seton Hall Pirates                                     | 84–61                              | UNLV Runnin' Rebels                                        | |  |
| 2:05 PM MST/4:05 PM EST | Marcador por tiempos: 34-30, 50-31                     | Marcador por tiempos: 34-30, 50-31 | Marcador por tiempos: 34-30, 50-31                         | |  |
|                         | Estadísticas A. Gaze – 19 D. Walker – 15 G. Greene – 3 | Reporte Pts Reb Asts               | Estadísticas G. Anthony – 16 M. Scurry – 14 G. Anthony – 4 | Pabellón: McNichols Sports Arena – Denver, Colorado Asistencia: 16,813 espectadores Árbitros: Lenny Wirtz, David Dodge, Larry Rose Televisión: CBS |  |

### Southeast Regional – Lexington, Kentucky
|  | Octavos de final | Octavos de final    | Octavos de final |                     |     | Cuartos de final | Cuartos de final | Cuartos de final |  |   | Regional Semifinals | Regional Semifinals | Regional Semifinals |  |   | Regional Finals | Regional Finals | Regional Finals |  |
|  |                  |                     |                  |                     |     |                  |                  |                  |  |   |                     |                     |                     |  |   |                 |                 |                 |  |
|  |                  |                     |                  |                     |     |                  |                  |                  |  |   |                     |                     |                     |  |   |                 |                 |                 |  |
|  | 1                | Oklahoma            | 72               |                     |     |                  |                  |                  |  |   |                     |                     |                     |  |   |                 |                 |                 |  |
|  | 1                | Oklahoma            | 72               |                     |     |                  |                  |                  |  |   |                     |                     |                     |  |   |                 |                 |                 |  |
|  | 16               | East Tennessee St   | 71               |                     |     |                  |                  |                  |  |   |                     |                     |                     |  |   |                 |                 |                 |  |
|  | 16               | East Tennessee St   | 71               |                     | 1   | Oklahoma         | 124              |                  |  |   |                     |                     |                     |  |   |                 |                 |                 |  |
|  |                  |                     |                  |                     | 1   | Oklahoma         | 124              |                  |  |   |                     |                     |                     |  |   |                 |                 |                 |  |
|  |                  |                     | 9                | Louisiana Tech      | 81  |                  |                  |                  |  |   |                     |                     |                     |  |   |                 |                 |                 |  |
|  | 8                | La Salle            | 9                | Louisiana Tech      | 81  | 74               |                  |                  |  |   |                     |                     |                     |  |   |                 |                 |                 |  |
|  | 8                | La Salle            |                  |                     |     |                  |                  |                  |  |   |                     |                     |                     |  |   |                 |                 |                 |  |
|  | 9                | Louisiana Tech      | 83               |                     |     |                  |                  |                  |  |   |                     |                     |                     |  |   |                 |                 |                 |  |
|  | 9                | Louisiana Tech      | 83               |                     |     |                  |                  |                  |  | 1 | Oklahoma            | 80                  |                     |  |   |                 |                 |                 |  |
|  |                  |                     |                  |                     |     |                  |                  |                  |  | 1 | Oklahoma            | 80                  |                     |  |   |                 |                 |                 |  |
|  |                  |                     | 5                | Virginia            | 86  |                  |                  |                  |  |   |                     |                     |                     |  |   |                 |                 |                 |  |
|  | 5                | Virginia            | 5                | Virginia            | 86  | 100              |                  |                  |  |   |                     |                     |                     |  |   |                 |                 |                 |  |
|  | 5                | Virginia            |                  |                     |     |                  |                  |                  |  |   |                     |                     |                     |  |   |                 |                 |                 |  |
|  | 12               | Providence          | 97               |                     |     |                  |                  |                  |  |   |                     |                     |                     |  |   |                 |                 |                 |  |
|  | 12               | Providence          | 97               |                     | 5   | Virginia         | 104              |                  |  |   |                     |                     |                     |  |   |                 |                 |                 |  |
|  |                  |                     |                  |                     | 5   | Virginia         | 104              |                  |  |   |                     |                     |                     |  |   |                 |                 |                 |  |
|  |                  |                     | 13               | Middle Tennessee St | 88  |                  |                  |                  |  |   |                     |                     |                     |  |   |                 |                 |                 |  |
|  | 4                | Florida St          | 13               | Middle Tennessee St | 88  | 83               |                  |                  |  |   |                     |                     |                     |  |   |                 |                 |                 |  |
|  | 4                | Florida St          |                  |                     |     |                  |                  |                  |  |   |                     |                     |                     |  |   |                 |                 |                 |  |
|  | 13               | Middle Tennessee St | 97               |                     |     |                  |                  |                  |  |   |                     |                     |                     |  |   |                 |                 |                 |  |
|  | 13               | Middle Tennessee St | 97               |                     |     |                  |                  |                  |  |   |                     |                     |                     |  | 5 | Virginia        | 65              |                 |  |
|  |                  |                     |                  |                     |     |                  |                  |                  |  |   |                     |                     |                     |  | 5 | Virginia        | 65              |                 |  |
|  |                  |                     | 3                | Michigan            | 102 |                  |                  |                  |  |   |                     |                     |                     |  |   |                 |                 |                 |  |
|  | 6                | Alabama             | 3                | Michigan            | 102 | 84               |                  |                  |  |   |                     |                     |                     |  |   |                 |                 |                 |  |
|  | 6                | Alabama             |                  |                     |     |                  |                  |                  |  |   |                     |                     |                     |  |   |                 |                 |                 |  |
|  | 11               | South Alabama       | 86               |                     |     |                  |                  |                  |  |   |                     |                     |                     |  |   |                 |                 |                 |  |
|  | 11               | South Alabama       | 86               |                     | 11  | South Alabama    | 82               |                  |  |   |                     |                     |                     |  |   |                 |                 |                 |  |
|  |                  |                     |                  |                     | 11  | South Alabama    | 82               |                  |  |   |                     |                     |                     |  |   |                 |                 |                 |  |
|  |                  |                     | 3                | Michigan            | 91  |                  |                  |                  |  |   |                     |                     |                     |  |   |                 |                 |                 |  |
|  | 3                | Michigan            | 3                | Michigan            | 91  | 92               |                  |                  |  |   |                     |                     |                     |  |   |                 |                 |                 |  |
|  | 3                | Michigan            |                  |                     |     |                  |                  |                  |  |   |                     |                     |                     |  |   |                 |                 |                 |  |
|  | 14               | Xavier              | 87               |                     |     |                  |                  |                  |  |   |                     |                     |                     |  |   |                 |                 |                 |  |
|  | 14               | Xavier              | 87               |                     |     |                  |                  |                  |  | 3 | Michigan            | 92                  |                     |  |   |                 |                 |                 |  |
|  |                  |                     |                  |                     |     |                  |                  |                  |  | 3 | Michigan            | 92                  |                     |  |   |                 |                 |                 |  |
|  |                  |                     | 2                | North Carolina      | 87  |                  |                  |                  |  |   |                     |                     |                     |  |   |                 |                 |                 |  |
|  | 7                | UCLA                | 2                | North Carolina      | 87  | 84               |                  |                  |  |   |                     |                     |                     |  |   |                 |                 |                 |  |
|  | 7                | UCLA                |                  |                     |     |                  |                  |                  |  |   |                     |                     |                     |  |   |                 |                 |                 |  |
|  | 10               | Iowa St             | 74               |                     |     |                  |                  |                  |  |   |                     |                     |                     |  |   |                 |                 |                 |  |
|  | 10               | Iowa St             | 74               |                     | 7   | UCLA             | 81               |                  |  |   |                     |                     |                     |  |   |                 |                 |                 |  |
|  |                  |                     |                  |                     | 7   | UCLA             | 81               |                  |  |   |                     |                     |                     |  |   |                 |                 |                 |  |
|  |                  |                     | 2                | North Carolina      | 88  |                  |                  |                  |  |   |                     |                     |                     |  |   |                 |                 |                 |  |
|  | 2                | North Carolina      | 2                | North Carolina      | 88  | 93               |                  |                  |  |   |                     |                     |                     |  |   |                 |                 |                 |  |
|  | 2                | North Carolina      |                  |                     |     |                  |                  |                  |  |   |                     |                     |                     |  |   |                 |                 |                 |  |
|  | 15               | Southern            | 79               |                     |     |                  |                  |                  |  |   |                     |                     |                     |  |   |                 |                 |                 |  |
|  | 15               | Southern            | 79               |                     |     |                  |                  |                  |  |   |                     |                     |                     |  |   |                 |                 |                 |  |
|  |                  |                     |                  |                     |     |                  |                  |                  |  |   |                     |                     |                     |  |   |                 |                 |                 |  |

#### Resumen de primera ronda
| 16 de marzo de 1989  | Virginia Cavaliers                                                  | 100–97                             | Providence Friars                                                         | |  |
| 7:07 PM CST/8:07 EST | Marcador por tiempos: 50-49, 50-48                                  | Marcador por tiempos: 50-49, 50-48 | Marcador por tiempos: 50-49, 50-48                                        | |  |
|                      | Estadísticas R. Morgan – 33 M. Blundin, B. Stith – 7 J. Crotty – 10 | Reporte Pts Reb Asts               | Estadísticas M. Conlon – 23 A. Shamsid-Deen – 8 E. Murdick, C. Screen – 6 | Pabellón: Memorial Gymnasium – Nashville, Tennessee Asistencia: 12.541 espectadores Árbitros: Tom Harrington, Willis McJunkin, Tom Clark Televisión: NCAA Productions ESPN |  |

| 17 de marzo de 1989 | Michigan Wolverines                                                   | 92–87                              | Xavier Musketeers                                      | |  |
| 12:07 PM EST        | Marcador por tiempos: 42-45, 50-42                                    | Marcador por tiempos: 42-45, 50-42 | Marcador por tiempos: 42-45, 50-42                     | |  |
|                     | Estadísticas G. Rice, R. Robinson – 23 M. Hughes – 10 R. Robinson – 8 | Reporte Pts Reb Asts               | Estadísticas T. Hill – 21 D. Strong – 10 J. Walker – 9 | Pabellón: Omni Coliseum – Atlanta, Georgia Asistencia: 12.349 espectadores Árbitros: Nick Borucki, Dave Libbey, Bob Barnett Televisión: NCAA Productions ESPN |  |

#### Resumen de segunda vuelta
| 18 de marzo de 1989          | Virginia Cavaliers                                        | 104–88                             | Middle Tennessee Blue Raiders                                                     | |  |
| approx. 3:55 PM CST/4:55 EST | Marcador por tiempos: 49-39, 55-49                        | Marcador por tiempos: 49-39, 55-49 | Marcador por tiempos: 49-39, 55-49                                                | |  |
|                              | Estadísticas R. Morgan – 33 M. Blundin – 8 J. Crotty – 14 | Reporte Pts Reb Asts               | Estadísticas R. Henry, C. Rainey – 23 K. Hammonds – 15 K. Hammonds, C. Rainey – 5 | Pabellón: Memorial Gymnasium – Nashville, Tennessee Asistencia: 13.453 espectadores Árbitros: Tom Harrington, Jody Sylvester, Tom Clark Televisión: CBS |  |

| 19 de marzo de 1989 | Michigan Wolverines                                                                | 91–82                              | South Alabama Jaguars                                              | |  |
| 2:20 PM EST         | Marcador por tiempos: 44-47, 47-35                                                 | Marcador por tiempos: 44-47, 47-35 | Marcador por tiempos: 44-47, 47-35                                 | |  |
|                     | Estadísticas G. Rice – 36 G. Rice – 8 D. Calip, T. Mills, G. Rice, R. Robinson – 5 | Reporte Pts Reb Asts               | Estadísticas J. Lewis – 25 G. Estaba, J. Lewis – 9 T. Brodnick – 6 | Pabellón: Omni Coliseum – Atlanta, Georgia Asistencia: 12.821 espectadores Árbitros: Dave Libbey, Gene Monje, Bob Barnett Televisión: CBS |  |

#### Semifinales Regionales
| 23 de marzo de 1989 | Virginia Cavaliers                                     | 86–80                              | Oklahoma Sooners                                      | |  |
| 7:41 PM EST         | Marcador por tiempos: 42-37, 44-43                     | Marcador por tiempos: 42-37, 44-43 | Marcador por tiempos: 42-37, 44-43                    | |  |
|                     | Estadísticas B. Stith – 28 B. Dabbs – 14 J. Crotty – 8 | Reporte Pts Reb Asts               | Estadísticas S. King – 22 S. King – 6 M. Blaylock – 5 | Pabellón: Rupp Arena – Lexington, Kentucky Asistencia: 22.314 espectadores Árbitros: Gene Monje, Bob Dibler, Herman Ramsey Televisión: CBS |  |

| 23 de marzo de 1989  | Michigan Wolverines                                                                    | 92–87                              | North Carolina Tar Heels                                     | |  |
| approx. 10:11 PM EST | Marcador por tiempos: 50-47, 42-40                                                     | Marcador por tiempos: 50-47, 42-40 | Marcador por tiempos: 50-47, 42-40                           | |  |
|                      | Estadísticas G. Rice – 34 M. Hughes, T. Mills, G. Rice, L. Vaught – 6 R. Robinson – 13 | Reporte Pts Reb Asts               | Estadísticas J.R. Reid – 26 S. Bucknall – 7 S. Bucknall – 10 | Pabellón: Rupp Arena – Lexington, Kentucky Asistencia: 22.314 espectadores Árbitros: Don Rutledge, Tom Scott, Wally Tanner Televisión: CBS |  |

#### Final Regional
| 25 de marzo de 1989 | Michigan Wolverines                                     | 102–65                             | Virginia Cavaliers                                      | |  |
| 1:58 PM EST         | Marcador por tiempos: 44-25, 58-40                      | Marcador por tiempos: 44-25, 58-40 | Marcador por tiempos: 44-25, 58-40                      | |  |
|                     | Estadísticas G. Rice – 32 L. Vaught – 9 R. Robinson – 7 | Reporte Pts Reb Asts               | Estadísticas R. Morgan – 15 B. Dabbs – 12 J. Crotty – 7 | Pabellón: Rupp Arena – Lexington, Kentucky Asistencia: 22.755 espectadores Árbitros: Mickey Crowley, Jim Burr, Frank Bosone Televisión: CBS |  |

### Midwest Regional – Minneapolis
|  | Octavos de final | Octavos de final     | Octavos de final |            |     | Cuartos de final | Cuartos de final | Cuartos de final |  |   | Regional Semifinals | Regional Semifinals | Regional Semifinals |  |   | Regional Finals | Regional Finals | Regional Finals |  |
|  |                  |                      |                  |            |     |                  |                  |                  |  |   |                     |                     |                     |  |   |                 |                 |                 |  |
|  |                  |                      |                  |            |     |                  |                  |                  |  |   |                     |                     |                     |  |   |                 |                 |                 |  |
|  | 1                | Illinois             | 77               |            |     |                  |                  |                  |  |   |                     |                     |                     |  |   |                 |                 |                 |  |
|  | 1                | Illinois             | 77               |            |     |                  |                  |                  |  |   |                     |                     |                     |  |   |                 |                 |                 |  |
|  | 16               | McNeese St           | 71               |            |     |                  |                  |                  |  |   |                     |                     |                     |  |   |                 |                 |                 |  |
|  | 16               | McNeese St           | 71               |            | 1   | Illinois         | 72               |                  |  |   |                     |                     |                     |  |   |                 |                 |                 |  |
|  |                  |                      |                  |            | 1   | Illinois         | 72               |                  |  |   |                     |                     |                     |  |   |                 |                 |                 |  |
|  |                  |                      | 9                | Ball St    | 60  |                  |                  |                  |  |   |                     |                     |                     |  |   |                 |                 |                 |  |
|  | 8                | Pittsburgh           | 9                | Ball St    | 60  | 64               |                  |                  |  |   |                     |                     |                     |  |   |                 |                 |                 |  |
|  | 8                | Pittsburgh           |                  |            |     |                  |                  |                  |  |   |                     |                     |                     |  |   |                 |                 |                 |  |
|  | 9                | Ball St              | 68               |            |     |                  |                  |                  |  |   |                     |                     |                     |  |   |                 |                 |                 |  |
|  | 9                | Ball St              | 68               |            |     |                  |                  |                  |  | 1 | Illinois            | 83                  |                     |  |   |                 |                 |                 |  |
|  |                  |                      |                  |            |     |                  |                  |                  |  | 1 | Illinois            | 83                  |                     |  |   |                 |                 |                 |  |
|  |                  |                      | 4                | Louisville | 69  |                  |                  |                  |  |   |                     |                     |                     |  |   |                 |                 |                 |  |
|  | 5                | Arkansas             | 4                | Louisville | 69  | 120              |                  |                  |  |   |                     |                     |                     |  |   |                 |                 |                 |  |
|  | 5                | Arkansas             |                  |            |     |                  |                  |                  |  |   |                     |                     |                     |  |   |                 |                 |                 |  |
|  | 12               | Loyola Marymount     | 101              |            |     |                  |                  |                  |  |   |                     |                     |                     |  |   |                 |                 |                 |  |
|  | 12               | Loyola Marymount     | 101              |            | 5   | Arkansas         | 84               |                  |  |   |                     |                     |                     |  |   |                 |                 |                 |  |
|  |                  |                      |                  |            | 5   | Arkansas         | 84               |                  |  |   |                     |                     |                     |  |   |                 |                 |                 |  |
|  |                  |                      | 4                | Louisville | 93  |                  |                  |                  |  |   |                     |                     |                     |  |   |                 |                 |                 |  |
|  | 4                | Louisville           | 4                | Louisville | 93  | 76               |                  |                  |  |   |                     |                     |                     |  |   |                 |                 |                 |  |
|  | 4                | Louisville           |                  |            |     |                  |                  |                  |  |   |                     |                     |                     |  |   |                 |                 |                 |  |
|  | 13               | Arkansas Little Rock | 71               |            |     |                  |                  |                  |  |   |                     |                     |                     |  |   |                 |                 |                 |  |
|  | 13               | Arkansas Little Rock | 71               |            |     |                  |                  |                  |  |   |                     |                     |                     |  | 1 | Illinois        | 89              |                 |  |
|  |                  |                      |                  |            |     |                  |                  |                  |  |   |                     |                     |                     |  | 1 | Illinois        | 89              |                 |  |
|  |                  |                      | 2                | Syracuse   | 86  |                  |                  |                  |  |   |                     |                     |                     |  |   |                 |                 |                 |  |
|  | 6                | Georgia Tech         | 2                | Syracuse   | 86  | 70               |                  |                  |  |   |                     |                     |                     |  |   |                 |                 |                 |  |
|  | 6                | Georgia Tech         |                  |            |     |                  |                  |                  |  |   |                     |                     |                     |  |   |                 |                 |                 |  |
|  | 11               | Texas                | 76               |            |     |                  |                  |                  |  |   |                     |                     |                     |  |   |                 |                 |                 |  |
|  | 11               | Texas                | 76               |            | 11  | Texas            | 89               |                  |  |   |                     |                     |                     |  |   |                 |                 |                 |  |
|  |                  |                      |                  |            | 11  | Texas            | 89               |                  |  |   |                     |                     |                     |  |   |                 |                 |                 |  |
|  |                  |                      | 3                | Missouri   | 108 |                  |                  |                  |  |   |                     |                     |                     |  |   |                 |                 |                 |  |
|  | 3                | Missouri             | 3                | Missouri   | 108 | 85               |                  |                  |  |   |                     |                     |                     |  |   |                 |                 |                 |  |
|  | 3                | Missouri             |                  |            |     |                  |                  |                  |  |   |                     |                     |                     |  |   |                 |                 |                 |  |
|  | 14               | Creighton            | 69               |            |     |                  |                  |                  |  |   |                     |                     |                     |  |   |                 |                 |                 |  |
|  | 14               | Creighton            | 69               |            |     |                  |                  |                  |  | 3 | Missouri            | 80                  |                     |  |   |                 |                 |                 |  |
|  |                  |                      |                  |            |     |                  |                  |                  |  | 3 | Missouri            | 80                  |                     |  |   |                 |                 |                 |  |
|  |                  |                      | 2                | Syracuse   | 83  |                  |                  |                  |  |   |                     |                     |                     |  |   |                 |                 |                 |  |
|  | 7                | Florida              | 2                | Syracuse   | 83  | 46               |                  |                  |  |   |                     |                     |                     |  |   |                 |                 |                 |  |
|  | 7                | Florida              |                  |            |     |                  |                  |                  |  |   |                     |                     |                     |  |   |                 |                 |                 |  |
|  | 10               | Colorado St          | 68               |            |     |                  |                  |                  |  |   |                     |                     |                     |  |   |                 |                 |                 |  |
|  | 10               | Colorado St          | 68               |            | 10  | Colorado St      | 50               |                  |  |   |                     |                     |                     |  |   |                 |                 |                 |  |
|  |                  |                      |                  |            | 10  | Colorado St      | 50               |                  |  |   |                     |                     |                     |  |   |                 |                 |                 |  |
|  |                  |                      | 2                | Syracuse   | 65  |                  |                  |                  |  |   |                     |                     |                     |  |   |                 |                 |                 |  |
|  | 2                | Syracuse             | 2                | Syracuse   | 65  | 104              |                  |                  |  |   |                     |                     |                     |  |   |                 |                 |                 |  |
|  | 2                | Syracuse             |                  |            |     |                  |                  |                  |  |   |                     |                     |                     |  |   |                 |                 |                 |  |
|  | 15               | Bucknell             | 81               |            |     |                  |                  |                  |  |   |                     |                     |                     |  |   |                 |                 |                 |  |
|  | 15               | Bucknell             | 81               |            |     |                  |                  |                  |  |   |                     |                     |                     |  |   |                 |                 |                 |  |
|  |                  |                      |                  |            |     |                  |                  |                  |  |   |                     |                     |                     |  |   |                 |                 |                 |  |

#### Resumen de primera ronda
| 16 de marzo de 1989 | Illinois Fighting Illini                                  | 77–71                              | McNeese State Cowboys                                    | |  |
| 7:07 PM EST         | Marcador por tiempos: 26-21, 51-41                        | Marcador por tiempos: 26-21, 51-41 | Marcador por tiempos: 26-21, 51-41                       | |  |
|                     | Estadísticas K. Battle – 18 N. Anderson – 12 L. Smith – 4 | Reporte Pts Reb Asts               | Estadísticas M. Cutright – 5 A. Pullard – 8 D. Davis – 5 | Pabellón: Hoosier Dome – Indianapolis Asistencia: 37.242 espectadores Televisión: NCAA Productions ESPN |  |

| Friday, March 17         | Syracuse Orange                                         | 104–81                             | Bucknell Bison                                         | |  |
| 12:07 PM CST/1:07 PM EST | Marcador por tiempos: 52-36, 52-45                      | Marcador por tiempos: 52-36, 52-45 | Marcador por tiempos: 52-36, 52-45                     | |  |
|                          | Estadísticas B. Owens – 27 B. Owens – 13 S. Douglas – 9 | Reporte Pts Reb Asts               | Estadísticas M. Butts – 22 B. Heiden – 8 M. Joseph – 9 | Pabellón: Reunion Arena – Dallas, Texas Asistencia: 8.711 espectadores Árbitros: George Evans, David Jones, Phil Bova Televisión: NCAA Productions ESPN |  |

#### Resumen de segunda ronda
| 18 de marzo de 1989 | Illinois Fighting Illini                                | 72–60                              | Ball State Cardinals                                     |                                                                                       |  |
| 2:20 PM EST         | Marcador por tiempos: 34-23, 38-37                      | Marcador por tiempos: 34-23, 38-37 | Marcador por tiempos: 34-23, 38-37                       |                                                                                       |  |
|                     | Estadísticas N. Anderson – 24 K. Battle – 8 K. Gill – 7 | Reporte Pts Reb Asts               | Estadísticas C. Kidd – 16 P. McCurdy – 12 S. Nichols – 6 | Pabellón: Hoosier Dome – Indianapolis Asistencia: 37.444 espectadores Televisión: CBS |  |

| 19 de marzo de 1989             | Syracuse Orange                                             | 65–50                              | Colorado State Rams                                       | |  |
| approx. 4:05 PM CST/5:05 PM EST | Marcador por tiempos: 38-28, 27-22                          | Marcador por tiempos: 38-28, 27-22 | Marcador por tiempos: 38-28, 27-22                        | |  |
|                                 | Estadísticas S. Thompson – 21 D. Coleman – 7 S. Douglas – 8 | Reporte Pts Reb Asts               | Estadísticas A. Anderson – 15 P. Durham – 6 P. Durham – 4 | Pabellón: Reunion Arena – Dallas, Texas Asistencia: 10,683 espectadores Árbitros: Jim Bain, Jerry Petro, Donnee Gray Televisión: CBS |  |

#### Semifinales Regionales
| 24 de marzo de 1989     | Illinois Fighting Illini                                            | 83–69                              | Louisville Cardinals                                               | |  |
| 7:09 PM CST/8:09 PM EST | Marcador por tiempos: 40-37, 43-32                                  | Marcador por tiempos: 40-37, 43-32 | Marcador por tiempos: 40-37, 43-32                                 | |  |
|                         | Estadísticas N. Anderson – 24 S. Bardo, M. Liberty – 8 S. Bardo – 6 | Reporte Pts Reb Asts               | Estadísticas K. Payne – 19 P. Ellison – 9 P. Ellison, L. Smith – 4 | Pabellón: Hubert H. Humphrey Metrodome – Minneapolis, Minnesota Asistencia: 33.560 espectadores Árbitros: Dick Paparo, Tim Higgins, Donnee Gray Televisión: CBS |  |

| 24 de marzo de 1989              | Syracuse Orange                                             | 83–80                              | Missouri Tigers                                        | |  |
| approx. 9:39 PM CST/10:39 PM EST | Marcador por tiempos: 40-42, 43-38                          | Marcador por tiempos: 40-42, 43-38 | Marcador por tiempos: 40-42, 43-38                     | |  |
|                                  | Estadísticas S. Douglas – 27 D. Coleman – 12 S. Douglas – 7 | Reporte Pts Reb Asts               | Estadísticas B. Irvin – 21 D. Smith – 13 L. Coward – 6 | Pabellón: Hubert H. Humphrey Metrodome – Minneapolis, Minnesota Asistencia: 33.560 espectadores Árbitros: Richie Ballesteros, Sam Lickliter, Paul Housman Televisión: CBS |  |

#### Final Regional
| 26 de marzo de 1989      | Illinois Fighting Illini                                           | 89–86                              | Syracuse Orange                                           | |  |
| 12:58 PM CST/1:58 PM EST | Marcador por tiempos: 39-46, 50-40                                 | Marcador por tiempos: 39-46, 50-40 | Marcador por tiempos: 39-46, 50-40                        | |  |
|                          | Estadísticas K. Battle – 28 N. Anderson – 16 L. Smith, K. Gill – 5 | Reporte Pts Reb Asts               | Estadísticas B. Owens – 22 D. Coleman – 10 S. Douglas – 8 | Pabellón: Hubert H. Humphrey Metrodome – Minneapolis, Minnesota Asistencia: 33.496 espectadores Árbitros: Larry Lembo, Jim Rife, John Moreau Televisión: CBS |  |

### Final Four @ Seattle
|  | Semifinal Nacional | Semifinal Nacional | Semifinal Nacional |          |    | Final Nacional | Final Nacional | Final Nacional |  |
|  |                    |                    |                    |          |    |                |                |                |  |
|  |                    |                    |                    |          |    |                |                |                |  |
|  | E2                 | Duke               | 78                 |          |    |                |                |                |  |
|  | E2                 | Duke               | 78                 |          |    |                |                |                |  |
|  | W3                 | Seton Hall         | 95                 |          |    |                |                |                |  |
|  | W3                 | Seton Hall         | 95                 |          | W3 | Seton Hall     | 79*            |                |  |
|  |                    |                    |                    |          | W3 | Seton Hall     | 79*            |                |  |
|  |                    |                    | S3                 | Michigan | 80 |                |                |                |  |
|  | S3                 | Michigan           | S3                 | Michigan | 80 | 83             |                |                |  |
|  | S3                 | Michigan           |                    |          |    | 83             |                |                |  |
|  | M1                 | Illinois           | 81                 |          |    |                |                |                |  |
|  | M1                 | Illinois           | 81                 |          |    |                |                |                |  |
|  |                    |                    |                    |          |    |                |                |                |  |

(* – Denota prórroga)

#### Semifinales
| 1 de abril de 1989      | Seton Hall Pirates                                    | 95–78                              | Duke Blue Devils                                          | |  |
| 2:42 PM PST/5:42 PM EST | Marcador por tiempos: 33-38, 62-40                    | Marcador por tiempos: 33-38, 62-40 | Marcador por tiempos: 33-38, 62-40                        | |  |
|                         | Estadísticas A. Gaze – 20 R. Ramos – 12 G. Greene – 8 | Reporte Pts Reb Asts               | Estadísticas D. Ferry – 34 D. Ferry – 10 P. Henderson – 5 | Pabellón: Kingdome – Seattle Asistencia: 39,187 espectadores Árbitros: Larry Lembo, Don Rutledge, Ed Hightower Televisión: CBS |  |

| 1 de abril de 1989              | Michigan Wolverines                                       | 83–81                              | Illinois Fighting Illini                                 | |  |
| approx. 5:12 PM PST/8:12 PM EST | Marcador por tiempos: 39-38, 44-43                        | Marcador por tiempos: 39-38, 44-43 | Marcador por tiempos: 39-38, 44-43                       | |  |
|                                 | Estadísticas G. Rice – 28 L. Vaught – 16 R. Robinson – 12 | Reporte Pts Reb Asts               | Estadísticas K. Battle – 29 L. Hamilton – 9 S. Bardo – 8 | Pabellón: Kingdome – Seattle Asistencia: 39,187 espectadores Árbitros: Ted Hillary, David Jones, Tom Harrington Televisión: CBS |  |

#### Final
| 3 de abril de 1989      | Michigan Wolverines                                     | 80–79                                          | Seton Hall Pirates                                       | |  |
| 6:12 PM PDT/9:12 PM EDT | Marcador por tiempos: 37-32, 34-39 (T.E.: 9-8)          | Marcador por tiempos: 37-32, 34-39 (T.E.: 9-8) | Marcador por tiempos: 37-32, 34-39 (T.E.: 9-8)           | |  |
|                         | Estadísticas G. Rice – 34 G. Rice – 11 R. Robinson – 11 | Reporte Pts Reb Asts                           | Estadísticas J. Morton – 35 D. Walker – 11 G. Greene – 5 | Pabellón: Kingdome – Seattle Asistencia: 39,187 espectadores Árbitros: Mickey Crowley, Tom Rucker, John Clougherty Televisión: CBS |  |

| Campeón de la NCAA 1989         |
| ------------------------------- |
| Michigan Wolverines 1.er título |